# 王鎮泉
王鎮泉（英語：Jeoffrey Wong Chun Chuen，1985年1月30日—），香港男藝人、電視節目主持及無綫娛樂新聞台主播，現為無綫電視基本藝人合約藝員。

## 簡歷
王鎮泉先後在香港浸會大學及菲律賓國立比立勤大學畢業，大學畢業後因很喜歡小朋友而曾在Playgroup教小朋友英文。
王鎮泉醉心於舞台劇，嘗試過成立劇團，曾在香港文化中心演出了兩場，最後因生活問題而放棄。他有一次陪朋友去無綫電視試鏡，有導演叫他一起試鏡，就這樣開始了他的主持生涯。

## 演出作品

### 電視劇
| 首播     | 劇名              | 角色                       |
| 無綫電視 |                   |                            |
| 2012年   | 雷霆掃毒          | Wilson Wu（第19集）        |
| 2013年   | 愛·回家 (第一輯)  | 服裝店店員（第272集）      |
| 2013年   | 初五啟市錄        | 攝影師（第20集）           |
| 2013年   | 情逆三世緣        | 毒品調查科警員             |
| 2013年   | 神鎗狙擊          | 匪 徒（第11、12集）        |
| 2014年   | 寒山潛龍          | 侍 衛                      |
| 2015年   | 無雙譜            | 車 伕                      |
| 2016年   | 鐵馬戰車          | Ben                        |
| 2016年   | 殭                | 殭 屍                      |
| 2016年   | 巨輪II            | 法 官（第37集）            |
| 2016年   | 純熟意外          | 財務公司職員（第8集）      |
| 2016年   | 一屋老友記        |                            |
| 2018年   | 棟仁的時光        | 急症室醫生（第2集）        |
| 2018年   | 逆緣              | 年輕男子                   |
| 2018年   | 愛·回家之開心速遞 |                            |
| 2021年   | 逆天奇案          | 岑 榮（第1集）             |
| 2021年   | 星空下的仁醫      | 記 者（第9、12、16、18集） |
| 2021年   | 十月初五的月光    | 醫 生（第18集）            |
| 2022年   | 白色強人II        | 麥世昌（第20、29集）       |

### 電視節目
- 夜宵磨
- 3日2夜
- TVB娛樂新聞台
- 出走地圖（第二輯）
- 2019娛樂繽Fun大派對
- 2020娛樂頭條大總結
- 2021娛樂頭條大總結
- 2023香港小姐競選 Welcome Miss Hong Kong
- 亞洲超星團「成團之夜」總決賽

## 外部連結
- 王鎮泉在tvb.com的資料
- 王鎮泉的Facebook專頁
- 王鎮泉的Instagram帳戶
- 王鎮泉的新浪微博